# Outa-Suivakko
Outa-Suivakko är en kulle i Finland.   Den ligger i den ekonomiska regionen Norra Lappland och landskapet Lappland, i den norra delen av landet, 900 km norr om huvudstaden Helsingfors. Toppen på Outa-Suivakko är 419 meter över havet, eller 159 meter över den omgivande terrängen. Bredden vid basen är 3,2 km.
Terrängen runt Outa-Suivakko är platt västerut, men österut är den kuperad.  Trakten runt Outa-Suivakko är nära nog obefolkad, med mindre än två invånare per kvadratkilometer.